# Alpes de Sesvenna

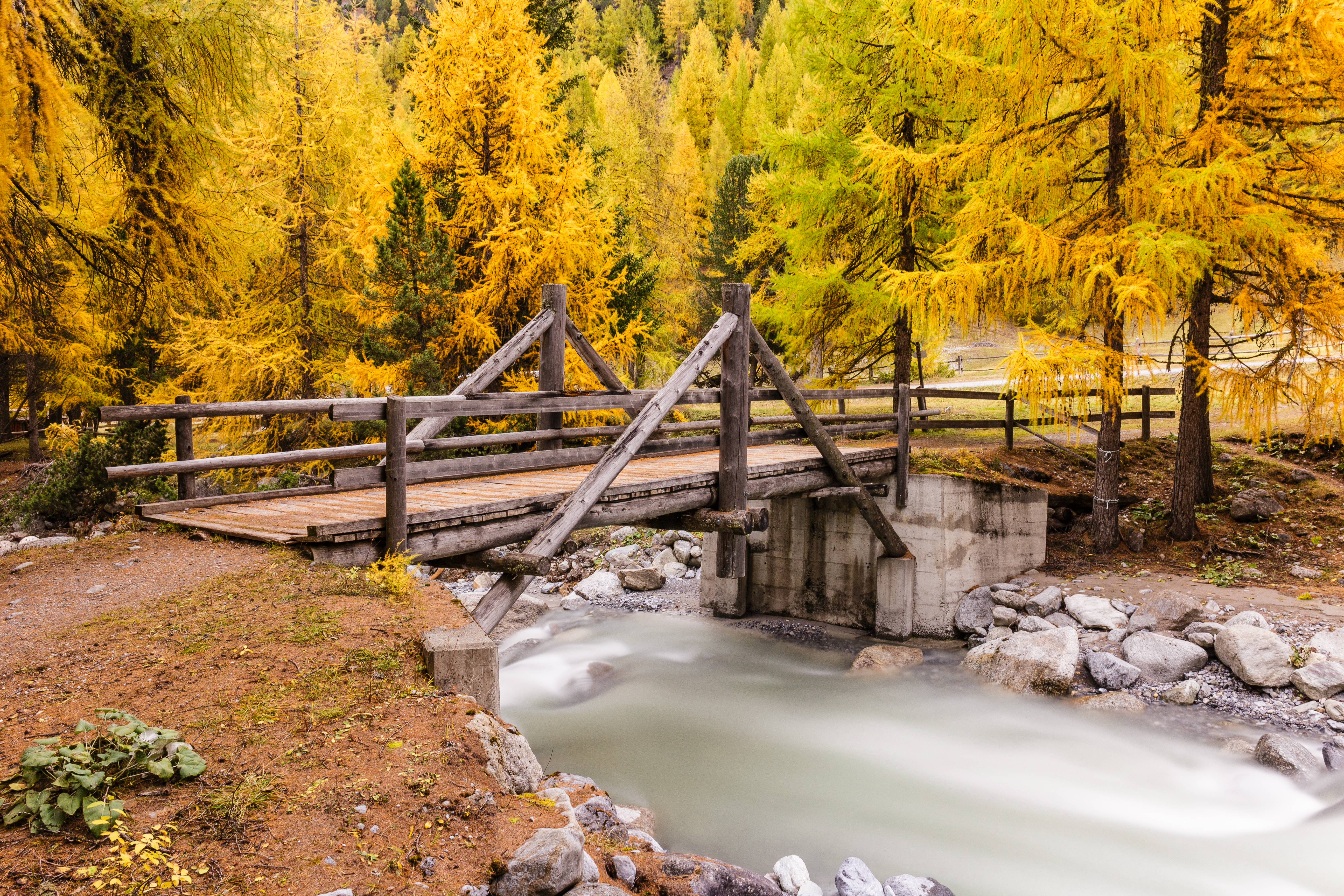
S-charl, Clemgia

 Los Alpes de Sesvenna son una cadena montañosa ubicada en los Alpes del este de Suiza, el norte de Italia y el oeste de Austria. Se consideran parte de los Alpes del Este Central. 
Los Alpes de Sesvenna están separados de los Alpes de Silvretta en el norte y los Alpes de Albula en el oeste por el valle de la Baja Engadina; desde los Alpes de Livigno en el suroeste por el puerto de Ofen y Val Müstair; desde los Alpes de Ötztal en el este por el valle superior del Adigio y el Reschenpass. 
Los Alpes de Sesvenna son drenados por los ríos Eno y Adige. 

## Picos
Los principales picos de los Alpes de Sesvenna son: 
| Pico               | Elevación |
| Pico               | metros    |
| ------------------ | --------- |
| Piz Sesvenna       | 3221      |
| Piz Pisoc          | 3178      |
| Piz Plavna Dadaint | 3168      |
| Piz Plavna Dadaint | 3166      |
| Piz Nuna           | 3124      |
| Piz Minger         | 3114      |
| Piz Lischana       | 3110      |
| Piz Madlain        | 3099      |
| Piz Cristanas      | 3092      |
| Piz Laschadurella  | 3046      |
| Piz d'Arpiglias    | 3027      |
| Piz Terza          | 2909      |
| Piz Macun          | 2889      |
| Piz Lad            | 2808      |

## Puertos
Los principales puertos de los Alpes de Sesvenna son: 
| Puerto de montaña   | Ubicación            | Tipo                | Elevación |
| Puerto de montaña   | Ubicación            | Tipo                | metros    |
| ------------------- | -------------------- | ------------------- | --------- |
| Fuorcla Sesvenna    | S-charl a Mals       | sendero             | 2824      |
| Puerto de Schlining | Sent a Mals          | camino de herradura | 2301      |
| Puerto de S-charl   | S-charl a Taufers    | camino de herradura | 2296      |
| Puerto de Ofen      | Zernez a Val Müstair | carretera           | 2155      |

## Galería

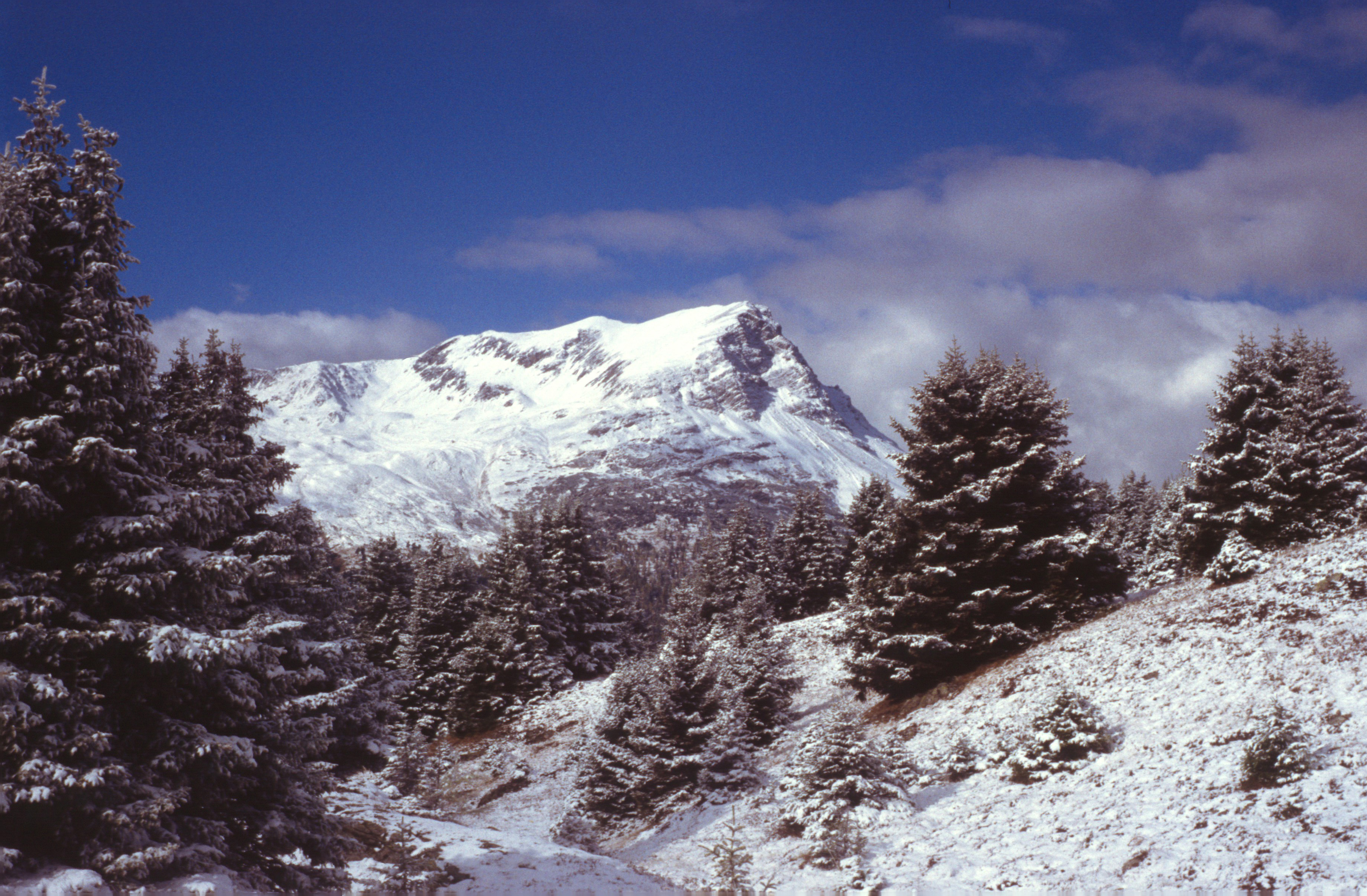
Piz Lad
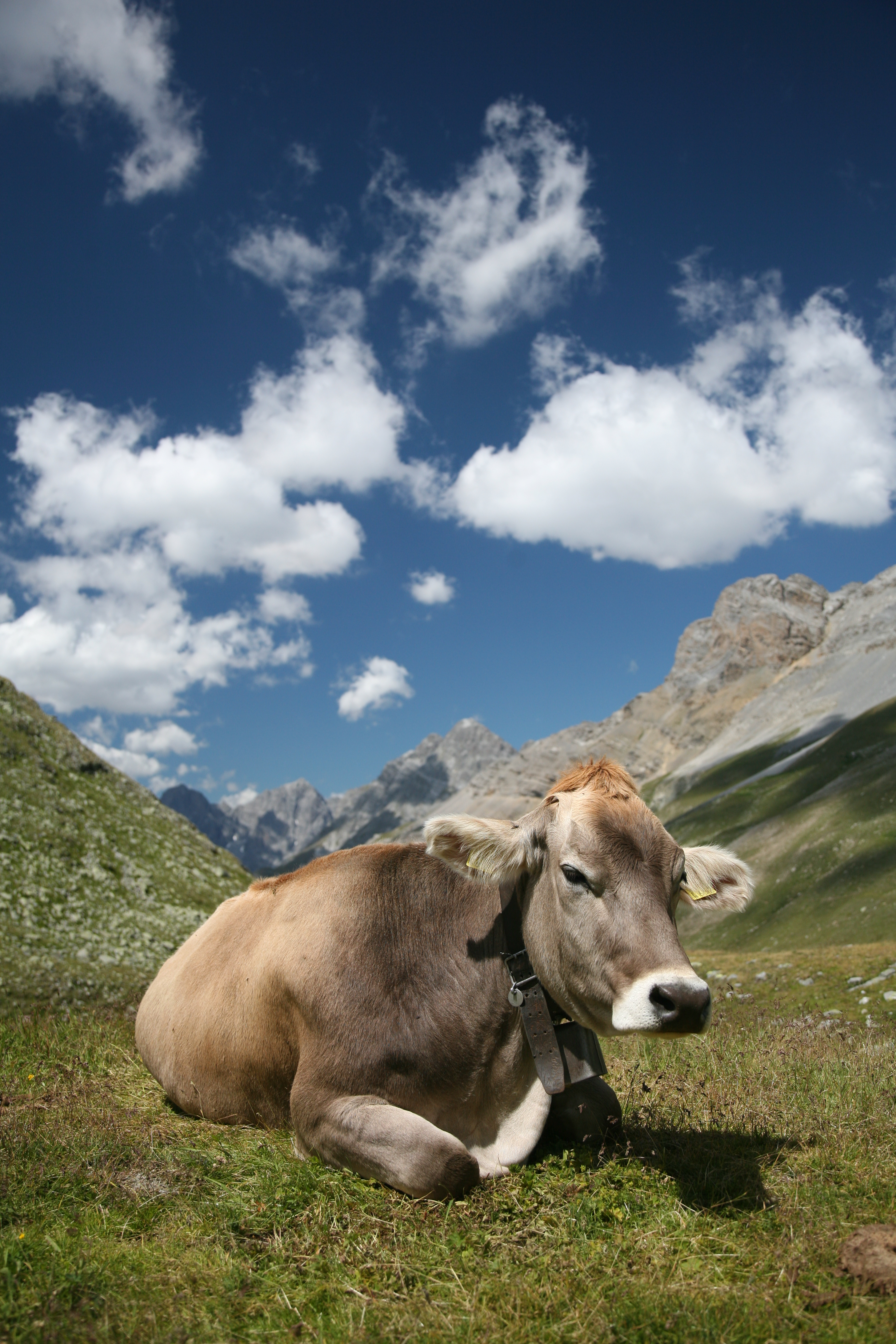
Pastos por debajo de Fuorcla Sesvenna
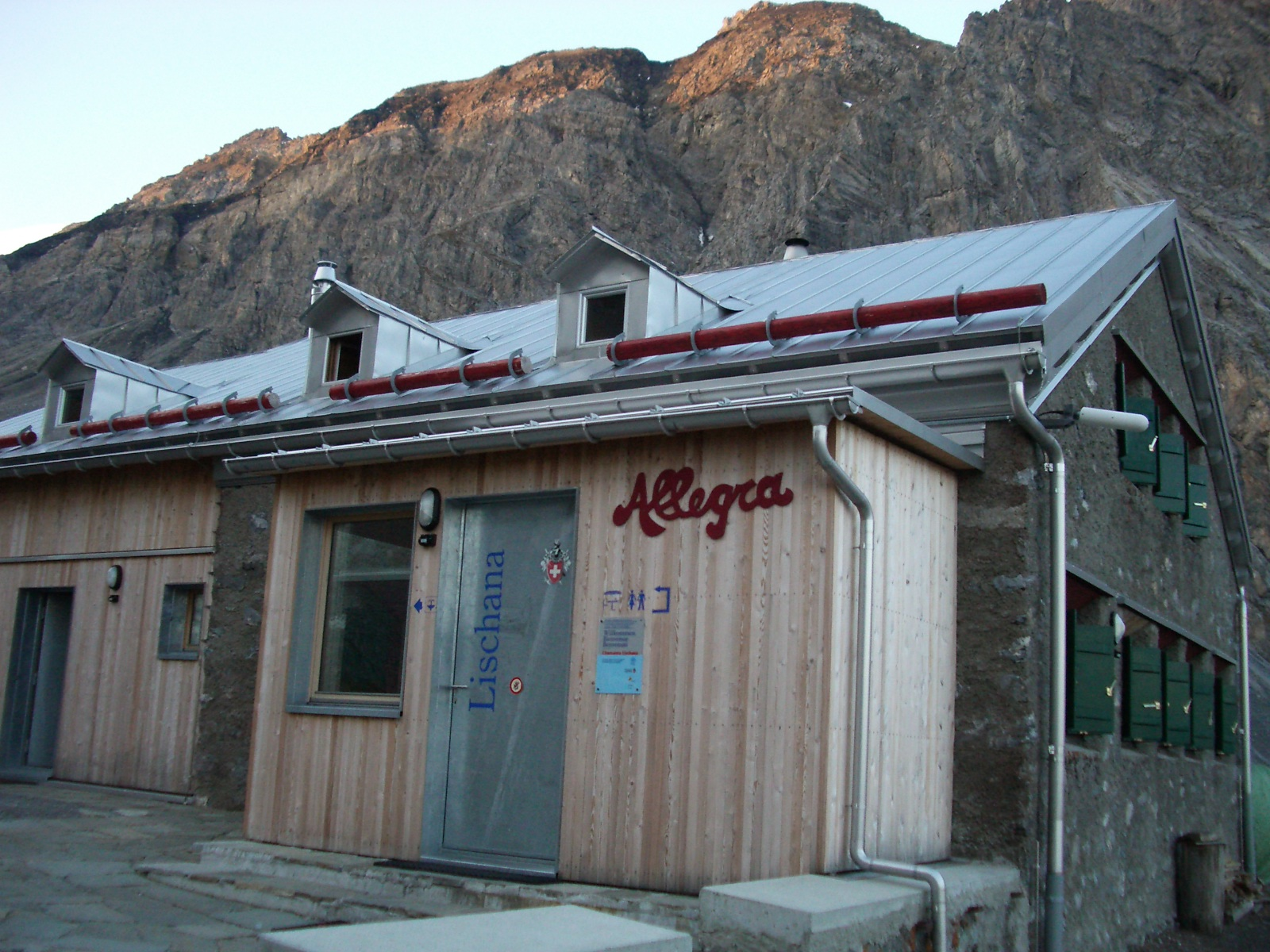
Lischanahütte cerca de Piz Lischana
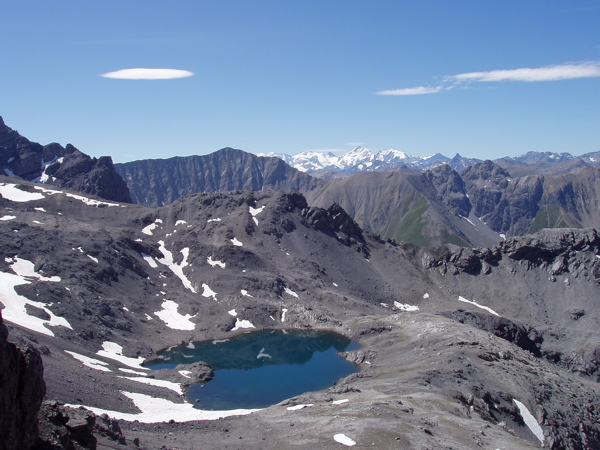
Parque nacional suizo
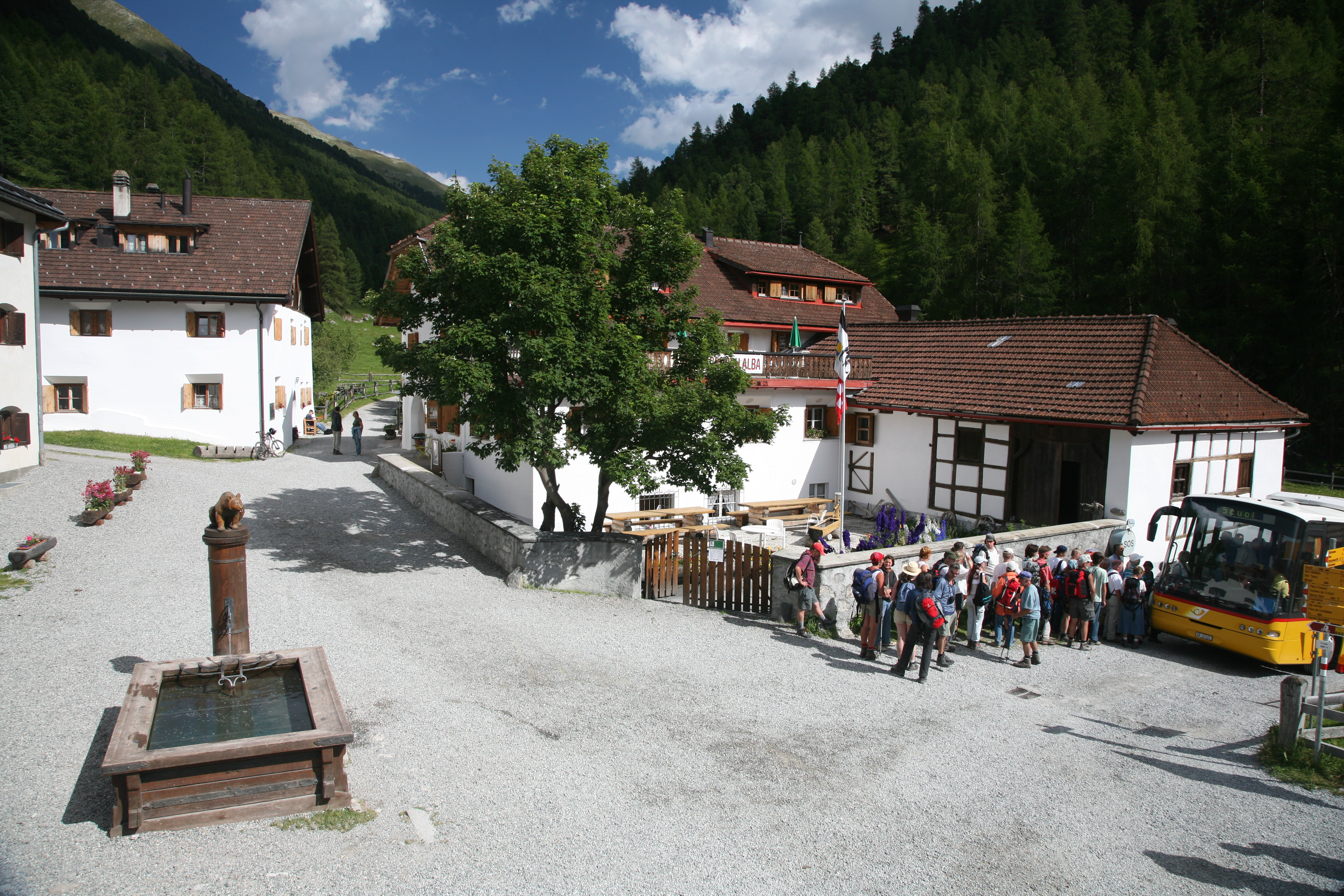
El pueblo de S-charl